# Автошлях Т 1519
Автошлях Т 1519 — автомобільний шлях територіального значення у Миколаївській області. Проходить територією Очакова та Очаківського району через Очаків—базу відпочинку «Чорноморка». Загальна довжина — 6 км.

## Маршрут
Автошлях проходить через такі населені пункти:
| Автошлях Т 1519              |              |
| Миколаївська область         |              |
| Очаківський район            |              |
| Очаків                       | Т 1507Т 1513 |
| база відпочинку «Чорноморка» |              |